# Țara Românească
Țara Românească sau Rumânească, cunoscută istoric și ca Ungro-Vlahia (Zemli Ungrovlahiskoi în actele slavone), iar în limbile străine Valahia (în germană Walachei, în engleză Wallachia, în franceză Valachie) este un stat apărut în Evul Mediu, al cărui teritoriu a fost inițial limitat în nord de Munții Carpați și de o linie pornind din Munții Vrancei până la răsărit de cetatea Chilia inclusiv (mai târziu de râurile Milcov, Putna și Siret), în sud de Dunăre de la Turnu-Severin până la Silistra inclusiv, iar la est de Marea Neagră (mai târziu de Dunăre și de limitele raialei Ibrahilei sau Proilavonului, adică Brăilei). Locuitorii săi foloseau endonimul de „rumâni”, exonimele uzuale utilizate până în epoca modernă fiind „vlahi” sau mai savant și recent „valahi”. Moldovenii îi numeau „munteni”.
În zilele noastre, denumirea se referă exclusiv la zona geografică din sudul României moderne, dintre Dunăre, Carpați și râurile Milcov, Putna și Siret.
Țara Românească a existat între secolele al XIV-lea și secolul al XIX-lea timp de mai bine de 500 de ani, ea începându-și existența ca stat independent odată cu Bătălia de la Posada în jur de 10 noiembrie 1330, și încheindu-și existența ca stat (devenit autonom dar tributar Imperiului Otoman) la data de 24 ianuarie/5 februarie 1862, când, după trei ani de uniune personală cu Moldova, s-a unit cu această țară pentru a forma bazele României moderne.

## Etimologie și denumiri
Străinii denumeau Țara Românească: „Walachei”, „Wallachia”, „Valacchia”, „Valachie” sau „Iflak-eli”, denumiri românizate ca Valahia. Această denumire, de origine germanică, nu desemna numai Țara Românească ci multe alte țări locuite de populații latinești în contact cu germanicii, de la Marea Nordului („Valcheren”) până la Marea Neagră (țările române) trecând prin sudul Germaniei („Walchengau”, „Walchensee”) și prin spațiul iliric („Vlasina”, „Vlahina”, „Vlaška”, ș.a.m.d.). Cărturarii și cartografii medievali deosebeau Ungro-Vlahia (adică Vlahia dinspre Ungaria, anume Țara Românească), pentru a nu o confunda cu Moldova numită și Bogdano-Vlahia (adică Vlahia întemeiată de voievodul Bogdan de Dolha al Maramureșului), sau cu Transilvania.
În documentele latinești era cunoscută ca Transalpina (adică dincolo de Alpii Transilvăneni, cum numeau occidentalii Carpații meridionali). După numele primului domnitor Basarab I, unii numeau Țara Românească: Basarabia sau Țara Basarabească, nume conservat de moldoveni pentru regiunea malurilor Dunării și Mării Negre (numită de turci Bugeac), după ce au obținut-o în timpul domniei lui Alexandru cel Bun. Moldovenii numeau Țara Românească Muntenia, iar turcii îi spuneau Iflak sau Kara-Iflak, în timp ce Moldovei îi spuneau Bogdan Iflak. Polonezii numeau Țara Românească Basarabia, iar pe Moldova o numeau Volohia.
Denumirea de Valahia a apărut mai întâi în cronicile arabe din secolul al XIII-lea; în loc de Țaratul Vlaho-Bulgar arabii menționau în scris doar Valahia, cu indicarea precisă a coordonatelor geografice arăbești (47° și 30 minute longitudine și 50° latitudine) și cu specificarea faptului că Valahia se numea în arabă „al-Awalak" iar locuitorii „ulaqut" sau „ulagh". Într-o altă cronică arabă (Rashid ad-Din) s-a menționat cucerirea Valahiei în jurul anului 1270, de către tătarii lui Nogai; tot Rashid menționează că tătarii au trecut prin țara „qara ulagh” (vlahii negri) și au intrat în Transilvania
unde i-au înfrânt pe „ulagh” (vlahi).

## Frontiere
În vremea formării sale, voievodatul se mărginea spre nord-vest peste Carpații Meridionali și o parte din Carpații Orientali cu Regatul Ungariei; spre sud, peste Dunăre, cu țaratele bulgare de la Vidin și Tărnovo; iar la est, tot peste Dunăre, cu Despotatul Dobrogei, și cu Marea Neagră la nordul gurilor Dunării. Ulterior, peste Dunăre, la sud și la est, s-a învecinat cu Imperiul Otoman după ce acesta a cucerit respectivele ținuturi. Frontierele au cunoscut fluctuații, voievozii Țării Românești deținând sporadic și teritorii la nord de Carpați (cum ar fi Țara Făgărașului și Amlașul, fără a le incorpora însă Țării Românești). Între 1390 și 1422 Mircea cel Bătrân și fiii săi, Mihail I și Radu Praznaglava, au stăpânit și Despotatul Dobrogei, a cărui frontieră sudică a fost deplasată spre nord în acest răstimp de cuceririle otomane, din zona Varnei până în zona Constanței. După 1422 întreaga Dobroge a trecut în stăpânirea otomanilor până în 1878, împreună cu cetățile Turnu și Giurgiu, și mai târziu Brăila cu zona înconjurătoare, deținute până la 1829. Frontiera nord-estică a rămas nedefinită atâta timp cât a fost în desfășurare procesul de constituire a voievodatelor românești din spațiul extracarpatic, pe baza cnezatelor anterioare vasale ale Ungariei.
Moldova, celălalt nucleu al acestei constituiri statale, a apărut la câteva decenii după Țara Românească în zona Baia-Suceava-Strășineț și s-a extins treptat spre est și sud. Pe la sfârșitul secolului al XIV-lea și începutul secolului al XV-lea, domnii moldoveni percepeau vama către Țara Românească la Bârlad, iar domnii munteni percepeau vama către Moldova la Buzău, cele două orașe aflându-se la o distanță considerabilă, ceea ce arată că granița nu era bine definită și că nu existau alte târguri între cele două localități. Țara Românească a stăpânit în fazele inițiale și teritoriul denumit astăzi Bugeac, deținând temporar cetatea Chilia (pierdută însă în fața tătarilor Nogai înainte de sfârșitul domniei întemeietorului țării, Basarab I). De asemenea, Radu cel Frumos a stăpânit Țara Vrancei, el înființând aici cetatea Crăciuna. În timpul conflictelor cu Ștefan cel Mare, însă, succesorul său, Basarab al IV-lea cel Tânăr, a pierdut acest teritoriu, după ce voievodul moldovean a invadat nord-estul Munteniei, arzând orașele Brăila și Râmnicu Sărat. Atunci, la 1482, s-a stabilit frontiera ce avea să rămână vreme de 370 de ani: de la vârful Lăcăuți, de-a lungul râului Milcov până la vărsarea sa în Putna, apoi pe Putna până la vărsarea în Siret și pe Siret până la vărsarea în Dunăre. Punctul de vamă muntenesc fusese la acea vreme deja mutat de la Buzău la Râmnicu Sărat, iar apoi, după ce mica așezare Focșani a căpătat statut de târg, având două părți — una moldovenească la nord de Milcov și una muntenească la sud, el a devenit punct de vamă de ambele părți.

## Istorie

### Evenimente precursoare formării Țării Românești
O parte a teritoriului Țării Românești făcuse parte din Imperiul Roman între 106 și 271, și apoi temporar în timpul lui Constantin cel Mare. După retragerea romană, goții au creat un puternic stat atestat printre altele de Cultura Cerneahov. În zona curburii Carpaților s-a descoperit un important tezaur ce atestă venirea lor din zona Uralilor. Atât goții, cât și alte popoare migratoare ce le-au urmat, au găsit aici o populație destul de rarefiată, dar statornică, în proces intens de romanizare, cu care au coexistat și pe care nu au reușit să o asimileze. Cronicarul Georgios Kedrenos, relatând lupta (anul 971) dintre varegii lui Sveinald (Sviatoslav) și împăratul Ioan Tzimiskes, a menționat că: „au venit la el (înaintea împăratului) din Constantia și alte cetăți zidite dincolo de Istru, soli cerând iertare pentru faptele rele săvârșite, predându-se împreună cu acele cetăți; primindu-le cu blândețe, împăratul a trimis oameni să le ia în stăpânire cetățile și armate suficiente pentru a le păzi.” Constantia a fost identificată cu Constantiana Daphne, (lângă Grădiștea, jud. Călărași)
Începând cu secolul XII-lea, Valahia este menționată în izvoarele bizantine, bulgărești, maghiare și slavone, iar mai târziu în cele occidentale, ca fiind regiunea unor state feudale locuite de vlahi și conduse de cnezi (mici feudali) și voievozi (lideri militari cu autoritate ce cuprindea multiple cnezate), atât la sud și est de Carpați, cât și în interiorul arcului carpatic. Teritoriul Țării Românești era la acea vreme parte a celui de al Doilea Țarat Bulgar, stat cu o importantă componentă românească, dat fiind că în unele documente țarii bulgari (cum ar fi Caloian) sunt denumiți „împărați ai vlahilor și bulgarilor”, și în același timp strâns asociat din punct de vedere cultural cu Imperiul Bizantin. La nord-vest, Transilvania fusese cucerită încă din secolele anterioare de Regatul Ungariei, care a construit întărituri de apărare pe linia Carpaților. Marea invazie mongolă din 1241 a declanșat o serie de evenimente ce aveau să ducă la formarea Țării Românești. În primul rând, ea a slăbit semnificativ atât țaratul bulgar cât și principalul său rival, Ungaria. Muntenia a ieșit de sub autoritatea țarului de la Târnovo, fiind dominată de mici feudali ce plăteau tribut mongolilor sau erau vasale regelui maghiar. Ungaria a trebuit să abandoneze ideea de a-și extinde autoritatea până la Marea Neagră, limitându-se să aducă alături de secui, pentru întărirea frontierei carpatice, și imigranți din Sfântul Imperiu Roman, denumiți sași. Ea a cucerit însă de la țarii bulgari Belgradul și Oltenia (ultima organizată ulterior sub numele de Banatul de Severin).
Ungaria nu reușea să controleze bine nici acest banat de Severin, astfel că regele maghiar Bela al IV-lea a încercat să aducă în zonă pe Cavalerii Ioaniți. Diploma acordată la 2 iunie 1247 acestora menționează că pe teritoriul viitoarei Țări Românești existau cel puțin patru formațiuni: voievodatele lui Ioan și Farcaș, Seneslau și Litovoi.
Litovoi și fratele sau Bărbat s-au luptat cu trupele maghiare la 1285. În urma acestor lupte Litovoi a murit, iar Bărbat a fost luat prizonier. El s-a răscumpărat și s-a întors la conducere, încetând însă rebeliunea împotriva suzeranului maghiar.

### Formarea Țării Românești

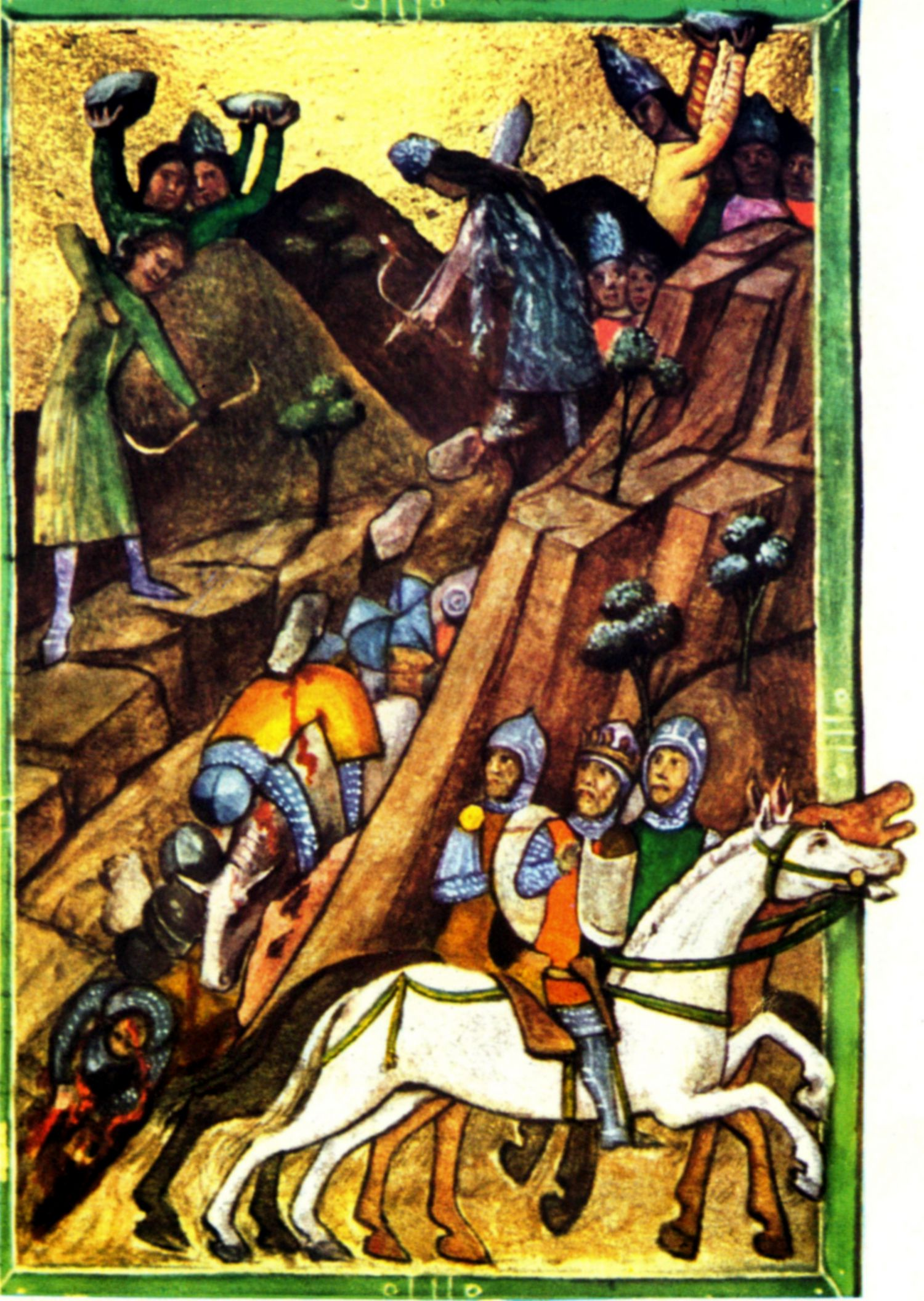
Bătălia de la Posada (Cronica pictată de la Viena)

#### Contextul istoric
Pe la 1310, Basarab I, fiul unui anume Thocomerius, avea să devină domnitor atestat al întregului teritoriu al Țării Românești. Basarab a refuzat să mai plătească tribut Ungariei și s-a confruntat cu regele acesteia, Carol Robert de Anjou. Acesta din urmă a hotărât lichidarea statului muntean (pe care îl considera o piedică în calea expansiunii sale spre Marea Neagră) și a strâns o armată pentru a-l readuce pe voievod sub autoritatea sa. Deși inițial Basarab s-a retras din cetatea de scaun, el a strâns o oaste și l-a surprins pe regele maghiar la întoarcerea acestuia în țară, între 9–12 noiembrie 1330, la Posada, distrugându-i aproape total armata, însuși regele scăpând după ce și-a schimbat hainele cu unul din supușii săi. Domnia lui Basarab I a durat până în 1352, el numindu-se Mare Voievod și Domn.
Bătălia de la Posada a constituit războiul de independență a Țării Românești. În următorii ani, Basarab și succesorii săi și-au extins autoritatea și asupra teritoriului dinspre părțile tătărești, adică sudul-estul Moldovei de mai târziu, și nordul Deltei Dunării cu garnizoana Chilia (teritoriu ce a căpătat din această cauză numele de Basarabia), precum și asupra părții extracarpatice a banatului de Severin. În aceeași perioadă, navigatorii și negustorii genovezi întemeiază mai multe scale (contoare) la Dunăre și în Marea Neagră: printre ele, două sunt pe teritoriul Țării Românești: San-Giorgio (azi Giurgiu) și Licostomo (azi Periprava).

#### Legenda lui Negru Vodă și bazele ei reale
Partea inițială a Letopisețului Cantacuzinesc, o cronică datată cel mai devreme pe la 1568 (deci la peste 200 de ani de la evenimente) relatează că Țara Românească a fost fondată de un anume Radu Negru, voievod din Transilvania care ar fi „descălecat” împreună cu mai mulți cnezi și ar fi devenit domn al Țării Românești. Alte izvoare istorice nu atestă niciun domnitor cu acest nume și nici vreun cneaz sau voievod ardelean care ar fi devenit domn al Țării Românești, astfel că această relatare este considerată în general a fi o legendă.
Legenda are însă și baze reale, în aceea că, în anul 1301, în Regatul Ungariei s-a stins dinastia arpadiană. Regii maghiari arpadieni fuseseră toleranți cu românii din Transilvania cucerită, lăsându-i în general să se organizeze singuri, în ciuda diplomei papale din 1204 (de după cruciada a patra; act care a definitivat Marea Schismă), în care „schismaticii” (ortodocșii) erau declarați eretici și supuși persecuțiilor. Regii angevini, începând chiar cu Carol Robert, dar culminând ulterior cu Ludovic I, au luat însă mult mai în serios rolul conferit Ungariei de Sfântul Scaun, acela de „regat apostolic”, cu misiunea de a răspândi catolicismul. Românii, deși majoritari în Transilvania, erau răspândiți în tot teritoriul acelui voievodat și nu au reușit să-și formeze o stare (în sensul de pătură privilegiată participantă la conducerea țării) cu o bază teritorială compactă și clar definită, ci au rezistat presiunilor în țările lor — Țara Maramureșului, Țara Făgărașului etc. Unii dintre ei au ales calea pribegiei, astfel mai mulți cnezi făgărășeni, în frunte cu voievozii lor, au hotărât la începutul secolului al XIV-lea să emigreze la sud de Carpați (unde deja exista o comunitate de origine transilvăneană, un anume comes Laurentius fiind atestat pe la 1300), consolidând voievodatele românești deja separate de țaratul bulgar aflat în declin, formațiuni statale în care au fost în poziția de a impune o politică mai independentă față de regii Ungariei.

### Lupta antiotomană
Spre sfârșitul secolului al XIV-lea, Imperiul Otoman, în timpul domniei sultanului Baiazid I, și-a început expansiunea în Balcani. Statele creștine din zonă s-au văzut nevoite să strângă rândurile pentru a evita cucerirea de către o mare putere musulmană. Chiar și așa, statele de la sud de Dunăre s-au prăbușit rapid unul după altul, iar Țara Românească s-a văzut în prima linie de luptă antiotomană.
Țara Românească nu putea strânge o armată suficient de mare pentru a se opune cu succes în lupte în câmp deschis marilor armate otomane. Astfel, voievozii valahi au încetățenit tactica pământului pârjolit, punctată cu lupte de gherilă care slăbeau încet armata inamică, atacul final urmând să se dea într-un moment neașteptat pentru acesta, și într-un loc nefavorabil unei desfășurări de forță corespunzătoare. Tactica a funcționat prin aceea că în repetate rânduri a convins Poarta că beneficiile anexării Țării Românești sunt inferioare costurilor umane și financiare asociate unei expediții expuse unei astfel de hărțuiri. Pe de altă parte, sacrificiile necesare din partea populației locale în vederea aplicării ei (depopularea satelor, otrăvirea surselor de apă, sacrificarea recoltelor) făceau ca boierimea să nu accepte să stea necondiționat de partea domnitorului împotriva marelui imperiu, ci să încerce să obțină pacea în schimbul unor condiții (în special, plata unui tribut), ceea ce a avut un impact semnificativ asupra jocului de putere între domnitor și boierime. De aceea, revoltele antiotomane au avut loc de-a lungul timpului în momente în care dominația otomană impacta grav economia țării, suficient cât să producă nemulțumirea boierimii și ralierea sa în jurul domnitorului.

#### Rezistența lui Mircea cel Bătrân și a urmașilor săi

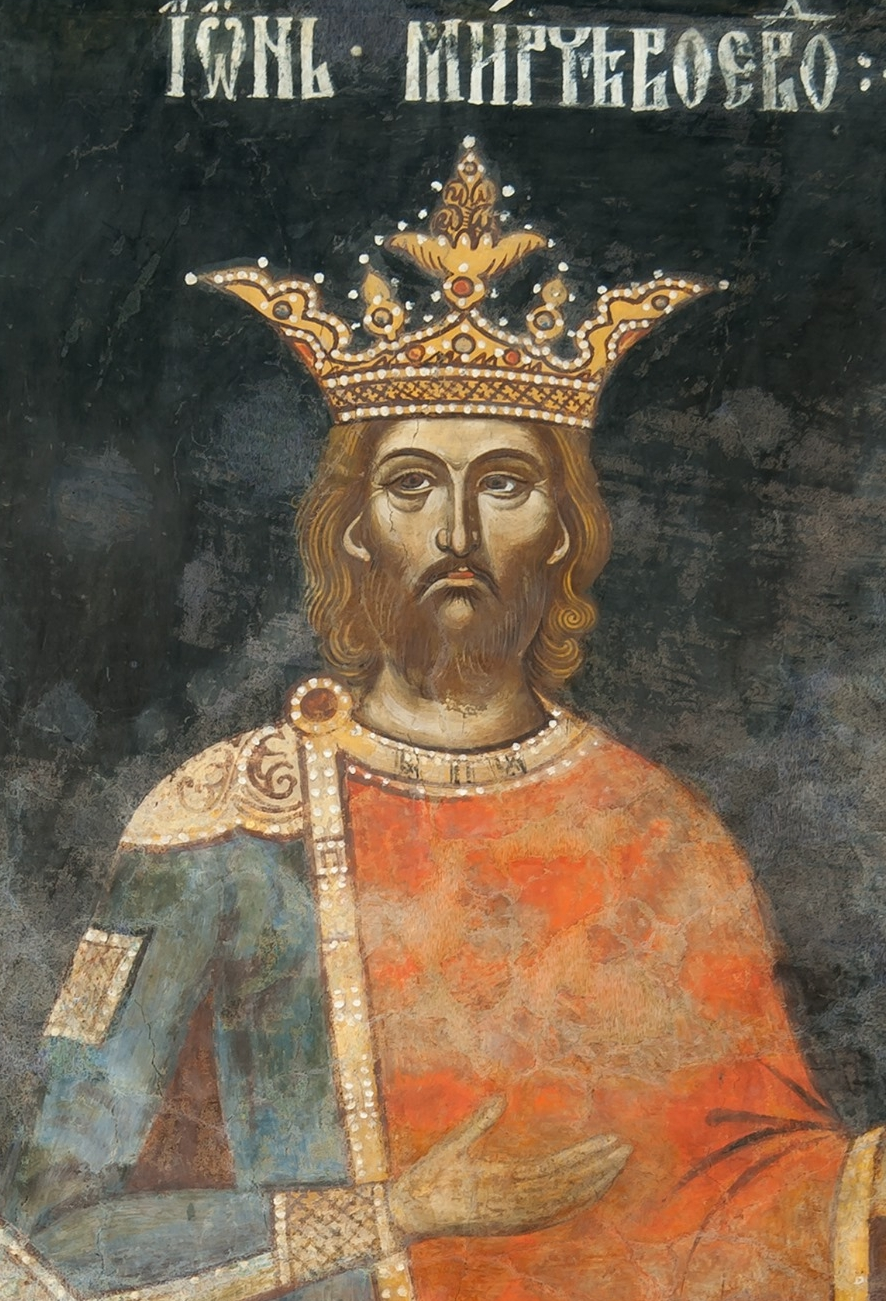
Mircea cel Bătrân.

Înaintarea otomană în peninsula Balcanică a avut loc în ultimele două decenii ale secolului al XIV-lea. Imperiul Bizantin a fost redus la un mic teritoriu în jurul Constantinopolului, iar Serbia a căzut după Bătălia de la Kosovo Polje. Al Doilea Țarat Bulgar fusese divizat în timpul domniei țarului Ioan Alexandru în trei părți — Despotatul Dobrogei, Țaratul Vidinului și Țaratul de la Tărnovo, aflate în conflict unele cu celelalte. Turcii au cucerit Tărnovo în 1393 și au ajuns în poziția de a ataca și Țara Românească, stat care sprijinise anterior atât eforturile de apărare ale sârbilor, cât și pe cele ale bulgarilor. Inițial, turcii au efectuat doar câteva expediții de jaf la nord de Dunăre, dar Mircea a stabilit mai întâi o alianță cu regele Poloniei, Wladislaw Jagiello (1389) și apoi (în 1395) cu cel al Ungariei, cu care anterior relațiile fuseseră tensionate. Ca răspuns la această din urmă alianță, otomanii au lansat o campanie semnificativă, care a fost înfrântă de Mircea în bătălia de la Rovine în luna mai 1395, după ce armata otomană a fost hărțuită și mânată spre un loc mlăștinos unde nu s-a putut desfășura împotriva micii, dar mobilei armate române, care cunoștea bine terenul. Turcii au reușit totuși în acei ani să cucerească și Nicopolul (ultima redută a țaratului bulgar de la Tărnovo), și să transforme țaratul de la Vidin în stat vasal.
În aceste condiții, regele maghiar, Sigismund de Luxemburg (care întreprinsese câteva campanii în Serbia cu scopul de a-i îndepărta pe turci), a cerut ajutorul Papei pentru declanșarea unei cruciade antiotomane. Deși Europa Occidentală era în toiul schismei apusene, Sigismund a reușit prin eforturi diplomatice, profitând și de o perioadă de întrerupere a conflictelor din Războiul de 100 de Ani, să aducă împreună armate din Sfântul Imperiu Roman, Burgundia, Franța, Anglia și Veneția, alături de cele maghiare și românești. Armatele combinate au încercat pentru început să recucerească Nicopolul. Experiența lui Mircea cel Bătrân în luptele contra otomanilor nu a fost însă valorificată, în fruntea armatelor rămânând Sigismund, artizanul marii alianțe antiotomane, în speranța că autoritatea sa și titlul său regal se vor putea impune în fața tuturor ambițiilor cavalerilor de diverse naționalități. Nu a fost așa, Sigismund pierzând controlul asupra avangardei franceze, care s-a avântat mult înspre grosul trupelor otomane și a fost distrusă, iar restul armatei s-a risipit. Ca urmare, țaratul bulgar nu a mai reapărut, și chiar și Vidinul a fost transformat în pașalâc turcesc.
Otomanii au mai încercat multiple campanii împotriva Țării Românești, dar Mircea, aliat atât cu Sigismund cât și cu Vladislav al II-lea al Poloniei, a reușit să le facă față, cucerind și despotatul Dobrogei între 1406 și 1417, mai ales după ce Baiazid a căzut prizonier în urma bătăliei de la Ankara dusă împotriva Imperiului Timurid din est. Mircea a profitat de ieșirea la mare pentru a comunica și pentru a-și coordona eforturile și cu diversele emirate anatoliene inamice otomanilor din vecinătatea nord-estică a imperiului. Mai mult, el s-a implicat în luptele pentru succesiunea lui Baiazid dar, după înfrângerea favoritului său, spre sfârșitul domniei sale, Țara Românească s-a văzut din nou confruntată cu pericolul otoman.
Urmașii lui Mircea au continuat rezistența antiotomană, în special Mihail I și Dan al II-lea, dar indispoziția boierimii pentru lupte ce implicau tactica pământului pârjolit au făcut ca Țara Românească să accepte să plătească tribut otomanilor în scopul păstrării autoguvernării. Dan al II-lea a avut de înfruntat în special tentativele otomanilor de a-l impune pe tron pe Radu Prasnaglava (Chelul, sau Cap Sec), un voievod prootoman, care a reușit în patru rânduri să ia tronul, Dan reușind să revină însă de fiecare dată până în 1431. Numeroșii fii ai lui Mircea cel Bătrân s-au luptat însă între ei pentru tron, două linii de succesiune fiind principalele rivale — Dăneștii (familia lui Dan al II-lea) și Drăculeștii (familia lui Vlad Dracul).

#### Ioan de Hunedoara și Drăculeștii

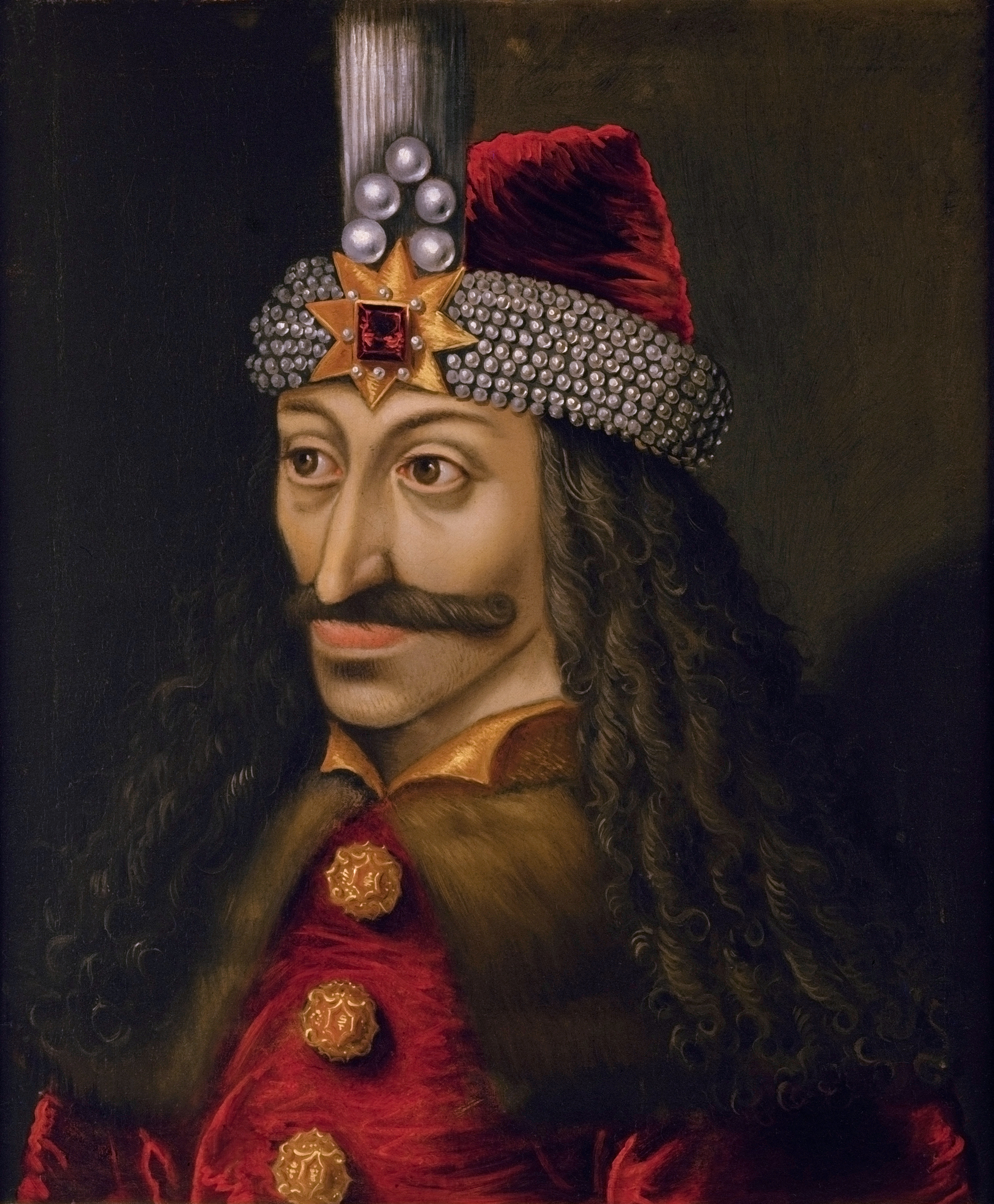
Vlad Țepeș, voievod antiotoman de la jumătatea secolului al XV-lea.

Perioada de frământări din Țara Românească a coincis cu o perioadă similară în principalul său aliat antiotoman, Ungaria. În cadrul luptelor dinastice pentru tronul de la Buda, stabilitatea regatului maghiar a fost asigurată însă de un nobil ardelean de origine română, Ioan de Hunedoara, devenit ban al Severinului, voievod al Transilvaniei și comite al secuilor (primul care a cumulat aceste din urmă două funcții). El a intervenit în luptele dinastice din Țara Românească, susținându-i pe Drăculești și consolidând domnia lui Vlad al II-lea Dracul (al cărui fiu, Mircea al II-lea, a și participat alături de Ioan la bătălia de la Varna, bătălie care însă a dus la reorientarea lui Mircea către acceptarea suzeranității otomane, ceea ce l-a determinat pe Ioan să-l înlocuiască cu Vladislav al II-lea); tot Ioan de Hunedoara l-a înscăunat în Moldova pe Bogdan al II-lea, înconjurând astfel Regatul Ungariei, al cărui regent devenise, cu voievozi aliați. Apărarea Belgradului i-a adus lui Ioan de Hunedoara faima europeană, dar a și consolidat cetatea-cheie a apărării frontierei sudice a Ungariei.
Efectele s-au văzut după moartea lui Ioan: urmașii lui Bogdan și Vlad Dracul (Ștefan cel Mare, respectiv Vlad Țepeș) au continuat hotărât lupta antiotomană, susținuți fiind de fiul lui Ioan, Matia Corvinul, devenit rege al Ungariei și care a consolidat regatul ridicând o armată foarte puternică. În Țara Românească, Vlad Țepeș s-a ridicat împotriva otomanilor în 1459, a declanșat chiar raiduri la dreapta Dunării și a realizat ceea ce nu reușiseră cruciații cu 65 de ani în urmă — să ocupe Nicopolul. Expediția otomană de supunere a lui Vlad s-a soldat în 1462 cu un eșec răsunător, însuși sultanul fiind la un pas de a fi ucis în atacul de noapte desfășurat în tabăra otomană aproape de capitala Târgoviște.
Vlad Țepeș a fost o figură deosebit de controversată la vremea sa. Domn autoritar și sângeros, apela adesea la pedepse crunte, fiind cunoscut în special pentru aplicarea pedepsei cu moartea prin trasul în țeapă, o metodă de execuție de o cruzime deosebită chiar și după standardele vremii. Văzându-și privilegiile și puterea afectate, boierimea nu i-a fost fidelă, uneltind atât împreună cu otomanii, cât și cu puterile occidentale pentru a-l înlătura de pe tron. El a fost în cele din urmă detronat și înlocuit cu fratele său Radu cel Frumos, crescut la Constantinopolul căzut acum în mâinile otomanilor și devenit capitală a Imperiului. Radu cel Frumos și urmașii săi au fost folosiți de Poartă împotriva lui Ștefan cel Mare.

#### Radu de la Afumați și căderea Ungariei
După domniile prootomane ale membrilor ramurii lui Radu cel Frumos, înfrânte în cele din urmă de Ștefan cel Mare (prin victoria din 1481 de la Râmnicu Sărat împotriva lui Basarab Țepeluș), a venit pe tronul țării Vlad al IV-lea Călugărul, un alt frate al lui Vlad Țepeș. El a domnit din 1482 până în 1495, o domnie lungă în acele vremuri agitate, nesupunerea sa față de otomani fiind pedepsită de aceștia prin decapitarea unuia din fiii săi, Vlăduț, în vârstă de doar 16 ani, la mănăstirea Mihai Vodă. El a fost însă susținut de boierime, dovadă lunga sa domnie, ducând o politică de echilibru și de susținere a construcției de biserici. Fiul său, Radu cel Mare, a avut o domnie similară: relativ lungă (1495-1508) și liniștită, acceptată de boieri și de biserică (a cărei autoritate a susținut-o, înființând două episcopii ortodoxe, cea de la Râmnicu Vâlcea și cea de la Buzău). Șirul acestor domnii liniștite și favorabile înfloririi vieții culturale s-a încheiat cu cea a lui Neagoe Basarab.
În 1521, otomanii au reușit să cucerească Belgradul, profitând de slăbirea organizării militare a regatului Ungariei în timpul lui Ludovic al II-lea, un rege slab și controlat de nobilime. În condițiile morții timpurii a domnitorului muntean Teodosie (fiul lui Neagoe Basarab) și a luptelor pentru domnie între diversele facțiuni boierești, otomanii au încercat să transforme Țara Românească în pașalâc și să-l înscăuneze ca pașă pe Mehmet-Beg, un pașă musulman de origine română. Împotriva acestor acțiuni s-a ridicat Radu de la Afumați, un urmaș al lui Vlad Călugărul și al lui Radu cel Mare. Mare luptător antiotoman, voievodul Radu de la Afumați a luptat împotriva turcilor de circa 20 de ori (conform inscripției de pe mormântul său), în bătălii ca cele de la Ștefești (pe Neajlov), Clejani și Snagov.
În 1526, regele Ludovic al II-lea al Ungariei a murit în bătălia de la Mohács, bătălie soldată cu invadarea centrului Ungariei de către otomani, iar Țara Românească a pierdut principalul aliat puternic împotriva turcilor. Deși Radu de la Afumați a fost asasinat de o facțiune boierească rivală în 1529, Poarta a evitat să se mai angajeze în conflicte cu Țara Românească (dorind să evite o rebeliune de calibrul celei conduse de Radu), a acceptat autonomia țării în schimbul plății haraciului și a preferat să înainteze în Câmpia Panonică transformând centrul Ungariei în pașalâcul de la Buda. Țara Românească s-a văzut înconjurată din toate părțile de Imperiul Otoman și de țările aflate sub suzeranitatea acestuia (Transilvania și Moldova).

#### Revolta lui Mihai Viteazul și Războiul cel Lung

Stindardul mare al lui Mihai Viteazul, prelucrare a reconstituirii lui Dan Cernovodeanu

Radu de la Afumați a reușit să evite transformarea țării în pașalâc, iar țara a rămas în afara „Casei Islamului” (teritoriul propriu-zis al Imperiului Otoman, unde se aplica Sharia) și și-a păstrat instituțiile judecătorești și, mai ales, ecleziastice. Cu toate acestea, pe fondul căderii Ungariei și expansiunii spre apogeu a Imperiului Otoman, regimul de vasalitate al Țării Românești față de Poartă s-a înăsprit de-a lungul secolului al XVI-lea. Astfel, dacă până atunci domnii erau aleși de marii boieri din țară, ei au început după căderea Ungariei să fie numiți direct de la Constantinopol (nu doar confirmați) și să fie văzuți de atunci ca simpli funcționari otomani, nu ca monarhi ai unor state autonome. Domniile au început să se cumpere cu bani grei. Mai mult, domnitorul trebuia să plătească anual mucarerul mic și la trei ani mucarerul mare (pentru confirmarea domniei), iar haraciul a ajuns la suma de 155.000 de aspri (de 3 ori mai mare ca cel plătit de Moldova și de 10 ori mai mare ca cel plătit de Transilvania). Impactul economic a fost unul dur: pătura moșnenilor (țăranii liberi ce constituiau clasa de mijloc în economia predominant agrară) s-a subțiat, multe sate fiind cumpărate de mari boieri. Un astfel de boier, care și-a extins considerabil averea, a fost Mihai Viteazul, ban al Craiovei în timpul lui Alexandru cel Rău și care a cumpărat în 1593 domnia.

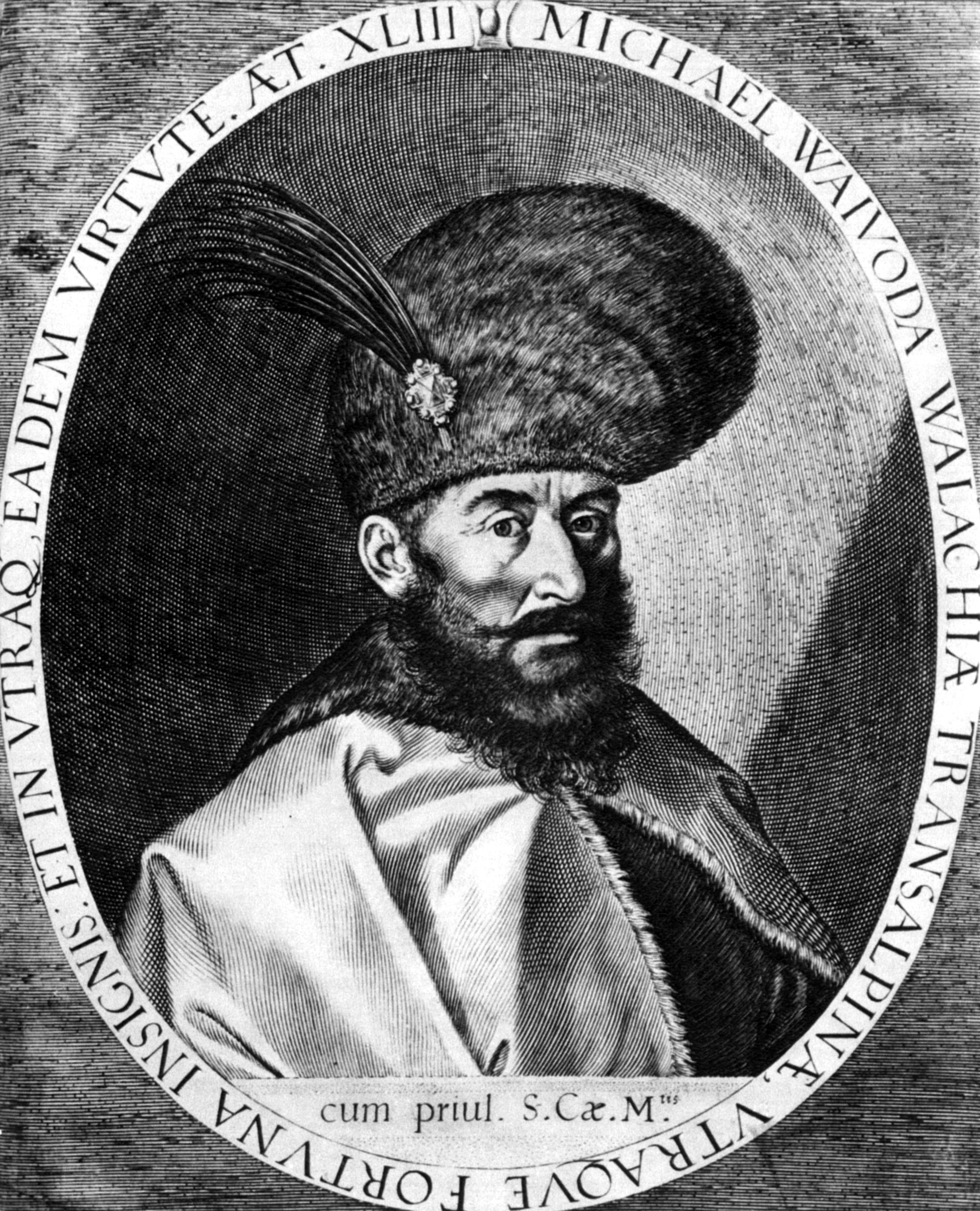
Mihai Viteazul a reușit în contextul Războiului celui Lung, să obțină independența și neutralitatea țării față de otomani.

În același an, a izbucnit Războiul cel Lung cu o serie de ciocniri între otomani și habsburgi, întâi în Balcani. Mihai a declanșat rebeliunea antiotomană în 1594, ucigând la început creditorii turci care veniseră cu el în Țara Românească pentru a-și recupera sumele investite în numirea sa ca domn, după care a atacat și cetăți din dreapta Dunării (Hârșova și Rusciuc). După ce turcii în frunte cu generalul Sinan Pașa au reușit să cucerească Győrul, papa Clement al VIII-lea a încurajat o alianță între Sfântul Imperiu Roman (condus de împăratul habsburg Rudolf al II-lea) și Transilvania principelui Sigismund Báthory. Mihai a aderat la această alianță, ca și Aron Vodă al Moldovei, în mai 1595. Boierii trimiși să negocieze tratatul și-au depășit atribuțiile și au semnat un acord prin care Mihai devenea vasal al lui Sigismund, probabil din dorința de a îngrădi puterea domnului sporind-o simultan pe a lor. Cu toate acestea, Mihai a acceptat tratatul, deoarece Transilvania era singurul stat vecin ce îi putea asigura spatele în lupta împotriva turcilor.

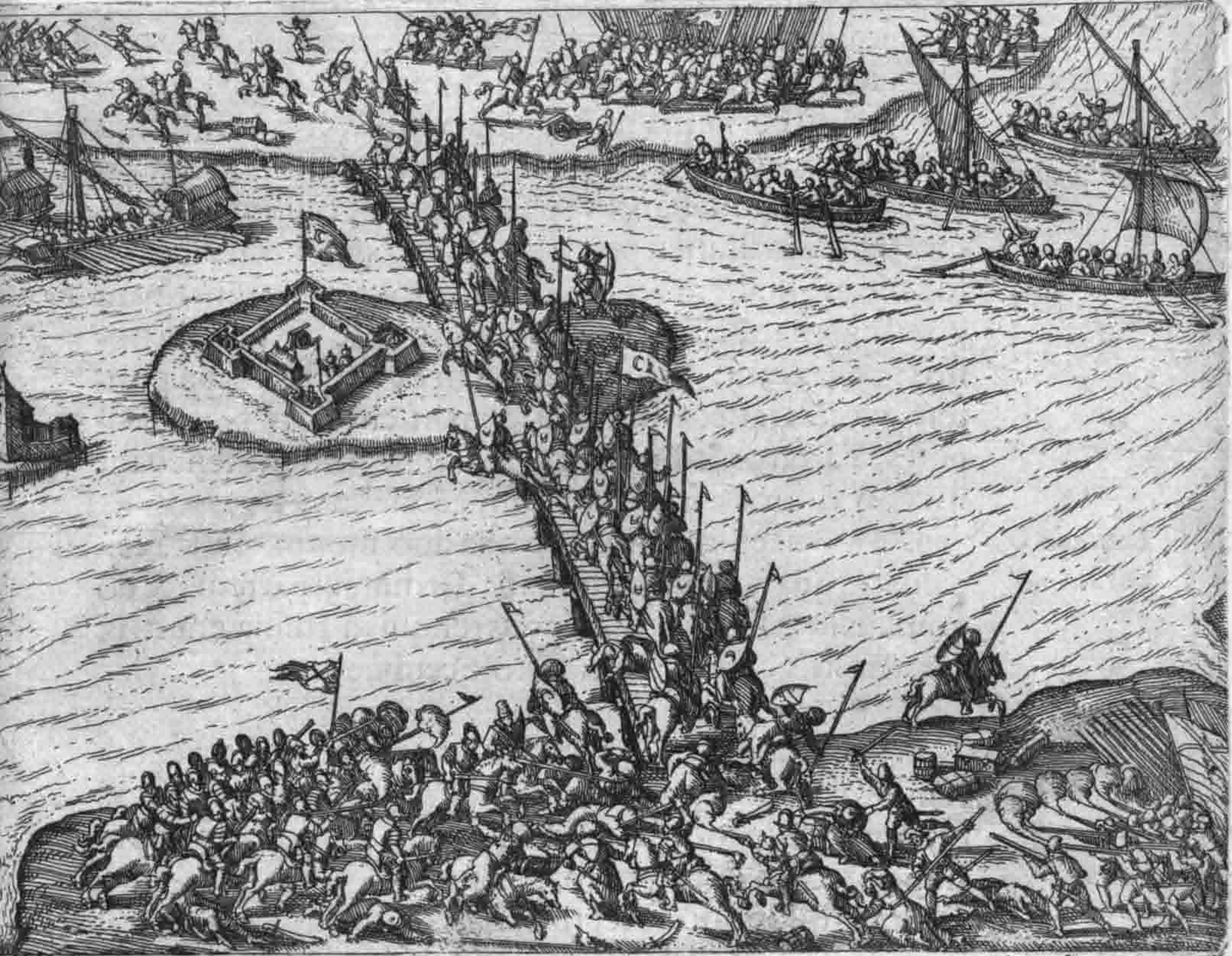
Victoria lui Mihai Viteazul în bătălia de la Giurgiu a alungat pe turci din țară.

Marele vizir otoman, Ferhad Paşa⁠(d), a răspuns la aceste acțiuni proclamând din nou Țara Românească drept pașalâc turcesc. Deși Ferhad a fost demis și executat la scurt timp, succesorul său, Sinan Paşa, a menținut decizia și a pornit cu o armată de circa 100.000 de oameni să o pună în aplicare. Mihai a strâns o armată de 16.000 de oameni, întărită cu un contingent de circa 7000 de ardeleni (din care jumătate secui) și a încercat să surprindă armata otomană interceptându-i înaintarea spre București pe malul Neajlovului. Desfășurată într-o zonă mlăștinoasă, bătălia de la Călugăreni s-a încheiat nedecis — deși a suferit pierderi grele, armata otomană a rămas suficient de puternică încât să înainteze și să ocupe capitala Țării Românești. Instalat la mănăstirea Radu Vodă, Sinan a început să numească funcționari otomani pentru administrarea noului pașalâc, și a ridicat o întăritură improvizată. Retras în zona montană, la Rucăr, Mihai a primit un ajutor semnificativ din Transilvania, de la Sigismund. Aron Vodă a trimis și el câteva mii de soldați moldoveni, iar armata rezultată a devenit suficient de mare și de puternică pentru a-i pune pe fugă pe otomani. Aceștia s-au retras din Târgoviște și apoi din București, distrugându-și palăncile pe care apucaseră să le construiască. Pe malul Dunării, bătălia de la Giurgiu a fost un dezastru pentru otomani: retragerea dezordonată peste fluviu s-a soldat cu moartea și capturarea a numeroși soldați, trupele neregulate de achingii dispărând cu totul din istorie după acest dezastru.

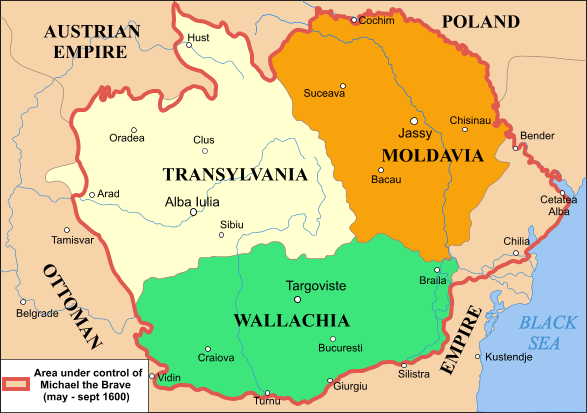
Întinderea maximă a teritoriului aflat sub autoritatea lui Mihai pentru scurt timp în anul 1600.

După alte bătălii și incursiuni peste Dunăre, Mihai a reușit să obțină de la otomani recunoașterea domniei în 1597. A recunoscut vasalitatea acestora, dar și pe cea a lui Rudolf al II-lea, dubla vasalitate transformând Țara Românească într-un teritoriu neutru. În 1598, însă, aliatul său Sigismund s-a retras de pe tronul Transilvaniei, lăsându-l vărului său, Andrei Báthory, susținut de Polonia și de turci. Coaliția antiotomană era însă slăbită astfel prin pierderea unui element-cheie, iar Mihai a primit permisiunea din partea împăratului să pătrundă în Transilvania pentru a-l înlătura pe Andrei. În 1599, el a pătruns cu o oaste munteană prin Pasul Buzău, ajungând în zona scaunelor secuiești unde a strâns încă o armată aliată (întrucât secuii erau nemulțumiți de pierderea privilegiilor și se răsculaseră deja anterior, la Carnavalul Însângerat). În bătălia de la Șelimbăr, Mihai a distrus armata lui Andrei, principele ardelean fiind ucis de secui ca represalii pentru reprimarea revoltei lor de către armatele voievodale. Mihai a devenit guvernator al Transilvaniei în numele împăratului Rudolf. Ulterior, din considerente similare, legate de asigurarea alianței vecinilor, el a pătruns și în Moldova, înlăturându-l pe Ieremia Movilă, dar în scurt timp nobilii maghiari din Transilvania și magnații polonezi influenți în Moldova s-au ridicat împotriva lui Mihai. El a fost învins de aceștia în bătălia de la Mirăslău în Transilvania, și pe râul Teleajen în Țara Românească. Cu domnia pierdută în toate cele trei țări, Mihai a mers la Praga la sfârșitul lui 1600 și s-a întâlnit cu împăratul Rudolf, care i-a ordonat generalului Basta să-l ajute. După bătălia de la Guruslău, Mihai era aproape de redobândirea Transilvaniei, când Basta, un catolic fervent care nu era dispus să lase țara pe mâna unui principe ortodox, a comandat asasinarea acestuia. Deși acțiunea sa a fost motivată mai ales de asigurarea unei forțe capabile să mențină independența sa față de turci, și a fost înțeleasă de nobilime ca motivată de setea de putere, domnia simultană a lui Mihai, pentru scurt timp, în Moldova, Transilvania și Țara Românească avea să fie considerată, după anii renașterii naționale din secolul al XIX-lea, o acțiune precursoare mișcării naționale de unire a teritoriilor locuite de etnici români.
Rebeliunea lui Mihai a fost continuată în Țara Românească de succesorul acestuia, Radu Șerban, care l-a înlocuit pe Simion Movilă, domnitor pus pe tron de polonezii victorioși pe Teleajen în 1600. Transilvania a trecut printr-o perioadă frământată, generalul Basta încercând să implementeze politici de germanizare și catolicizare în principatul multiconfesional și multietnic, atrăgându-și adversitatea nobililor maghiari și sașilor luterani, care au adus pe tron principi favorabili turcilor. Radu Șerban l-a ajutat pe Basta să îi învingă pe aceștia în bătălia de la Brașov. Războiul cel Lung a luat însă sfârșit în 1606, iar Radu Șerban a fost înlocuit la domnie cu Radu Mihnea, în condițiile în care Poarta a acceptat să renunțe la transformarea țării în pașalâc și să reducă haraciul.

### Apogeul dominației otomane

#### Domniile marii nobilimi
| Imagine indisponibilă |  | Imagine indisponibilă |
| Matei Basarab și Constantin Brâncoveanu, domnitori susținuți de marea nobilime, care au adus țării importante progrese culturale. |  |                       |

Evoluția tehnologiei războiului, bazat în secolul al XVII-lea din ce în ce mai mult pe armele de foc, a făcut ca strângerea unei armate eficiente să fie prea costisitoare pentru voievozii Țării Românești, astfel că nu au existat în acea perioadă rebeliuni antiotomane semnificative. Exponențială pentru apariția castelor și categoriilor sociale militare, formate din militari profesioniști, a fost răscoala seimenilor din 1655, înăbușită de Constantin Șerban.
Radu Mihnea a mai reușit o scurtă și vremelnică unire a Țării Românești cu Moldova în preajma lui 1623–1627, când, pe când domnea în Moldova, a reușit să obțină domnia Țării Românești pentru fiul său, Alexandru Coconul, care a fost însă un domnitor ineficient și a fost înlocuit (mazilit) de Poartă.
Simultan, marea boierime a căpătat forță din ce în ce mai mare, domnitorii nemaifiind despoți puternici și autoritari ca în trecut, ci exponenți ai intereselor boierimii. O astfel de domnie a fost cea a lui Matei Basarab, rămasă în istorie pentru perioada de înflorire culturală pe care a adus-o, înflorire care a anticipat-o și a pregătit-o pe cea din timpul lui Constantin Brâncoveanu.

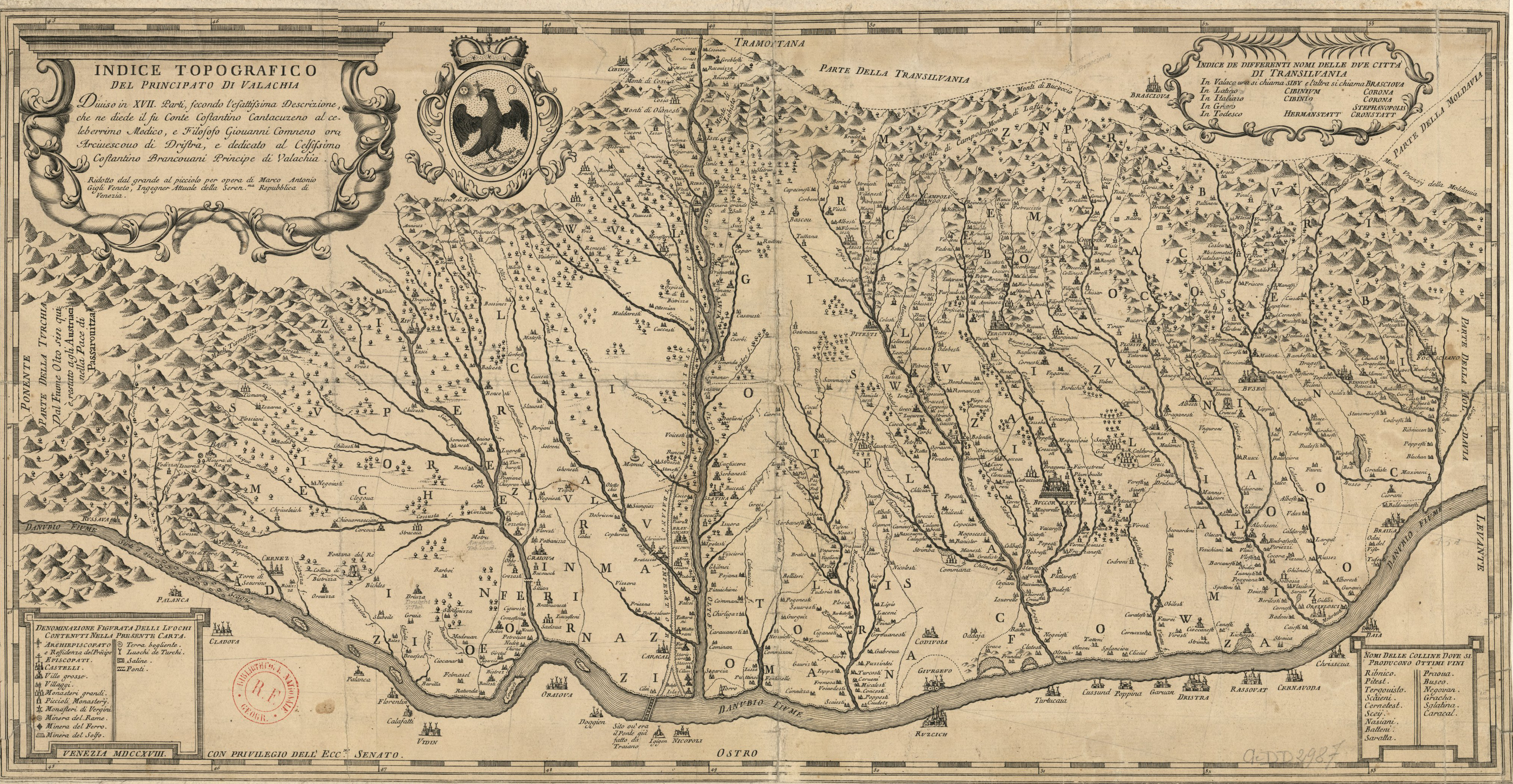
Harta stolnicului Constantin Cantacuzino

Țara Românească a participat la Asediul Vienei din 1683 de partea otomanilor (deși domnitorul Șerban Cantacuzino era hotărât să saboteze efortul otoman), dar înfrângerea otomanilor a declanșat declinul Imperiului. Sultanul Mehmed al IV-lea a fost detronat de ieniceri, iar puterile creștine au înaintat în Câmpia Panonică, recucerind Ungaria, pe care au reîntregit-o practic ca stat sub monarhia Habsburgilor; înaintarea lor a fost oprită de noul mare vizir, Fazıl Mustafa Paşa, care a recucerit Belgradul. În Războiul Ligii Sfinte, Țara Românească a încercat să ducă o politică de echilibru: expansiunea Austriei Habsburgice (o putere fervent catolică, care, după pacea de la Karlowitz, a anexat Transilvania, desființându-i autonomia) nu era de natură să trezească încrederea domnilor români, dar Imperiul Rus, ajuns la gurile Nistrului, părea la acea vreme un imperiu ortodox, succesor al Bizanțului. Cu toate acestea, domnitorii munteni au dus tratative cu noul vecin, Austria, și, în ultimele etape ale Războiului Ligii Sfinte, Constantin Brâncoveanu a colaborat cu armatele austriece care au ocupat țara. În final, el a fost detronat de turci și executat la Constantinopol la data de 15/26 august 1714. Turcii se pregăteau de un nou război, prin care să recucerească teritoriile pierdute prin tratatul de la Karlowitz; domnitorul înscăunat de ei în locul lui Brâncoveanu, Ștefan Cantacuzino, a continuat însă colaborarea cu austriecii, dând veste Prințului Eugen de Savoia despre pregătirile otomane. Ștefan Cantacuzino a avut aceeași soartă ca și Brâncoveanu.

#### Domniile fanariote

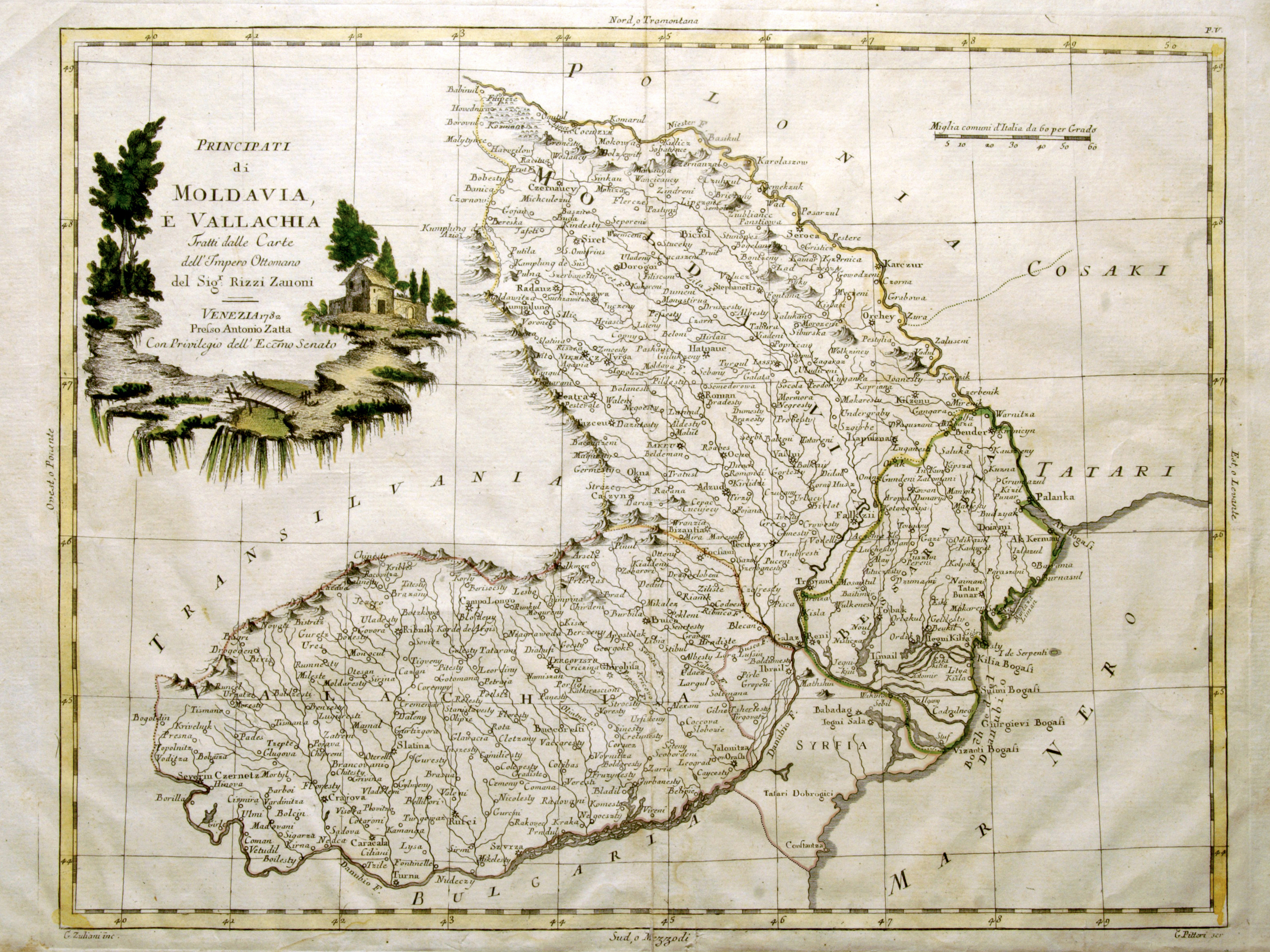
Țara Românească (și Moldova) în 1786 (hartă italiană de G. Pittori, după geograful Giovanni Antonio Rizzi Zannoni).

Cum nici politica de executare a domnitorilor rebeli nu a mai funcționat, sultanul Ahmed al III-lea (venit la putere după evenimentele de la Edirne⁠(d) din 1703), a trecut la aplicarea unui plan deja probat anterior: renunțarea la domniile provenite din rândul boierimii românești, și numirea în schimb a unor domni din influentele familii de înalți funcționari, etnici greci, din cartierul Fanar. Această acțiune a fost continuată timp de un secol, întrucât a dat pe moment roade — Țara Românească nu a mai luat partea altor puteri creștine în conflictele lor cu Poarta. În fapt, boierimea, care în secolul anterior își exercitase puterea prin intermediul unor domni aleși și controlați de ea, fără tendințe autoritare, a pierdut semnificativ din putere, întrucât domnitorul a devenit un fel de înalt funcționar otoman. Echilibrul politic între puterea domnului și cea a boierilor a fost spulberat prin desființarea sfatului boierilor; statutul de boier, scutit de dări, a fost acordat doar celor cu funcții în aparatul administrativ, și ei în mare parte greci fanarioți, în timp ce boierii români au fost retrogradați la statutul de mazili.
După Pacea de la Passarowitz ce a urmat Războiului austro-turc din 1716–1718, Țara Românească a pierdut Oltenia, anexată de Imperiul Habsburgic. Imperiul Otoman a recucerit provincia și a reanexat-o Țării Românești după Războiul Ruso-Turc din 1735–1739 încheiat prin pacea de la Belgrad. Perioada austriacă a Olteniei a fost marcată pe de o parte de tentativa Imperiului de a-și impune administrația prin intermediul banului numit dintre boierii locali, precum și de puternica rezistență populară care s-a manifestat prin intermediul milițiilor de haiduci care ajunseseră să facă legea acolo, și a căror proliferare a persistat chiar mult după revenirea teritoriului în granițele Țării Românești.
Perioada a avut ca efect o profundă orientalizare a culturii Țării Românești și depărtarea ei de influențele occidentale. Unele familii grecești s-au stabilit în Țara Românească și s-au românizat. În contextul curentului reformator al absolutismului luminat, s-au implementat câteva reforme care să modernizeze statul și să-l scoată din Evul Mediu, cu toată opoziția vechilor familii boierești majoritare în Divanul țării. Astfel, Constantin Mavrocordat a rămas cunoscut pentru reforma sa fiscală și eliminarea șerbiei, și a introdus salarizarea dregătorilor (pentru a evita abuzurile asupra populației). În justiție, Mavrocordat a introdus un cod de procedură denumit protocolul, iar eforturile i-au fost continuate de succesorii săi, care au introdus ample coduri de legi: Pravilniceasca Condică a lui Alexandru Ipsilanti (1780) și Legiuirea Caragea (1818).

### Revoluția lui Tudor Vladimirescu

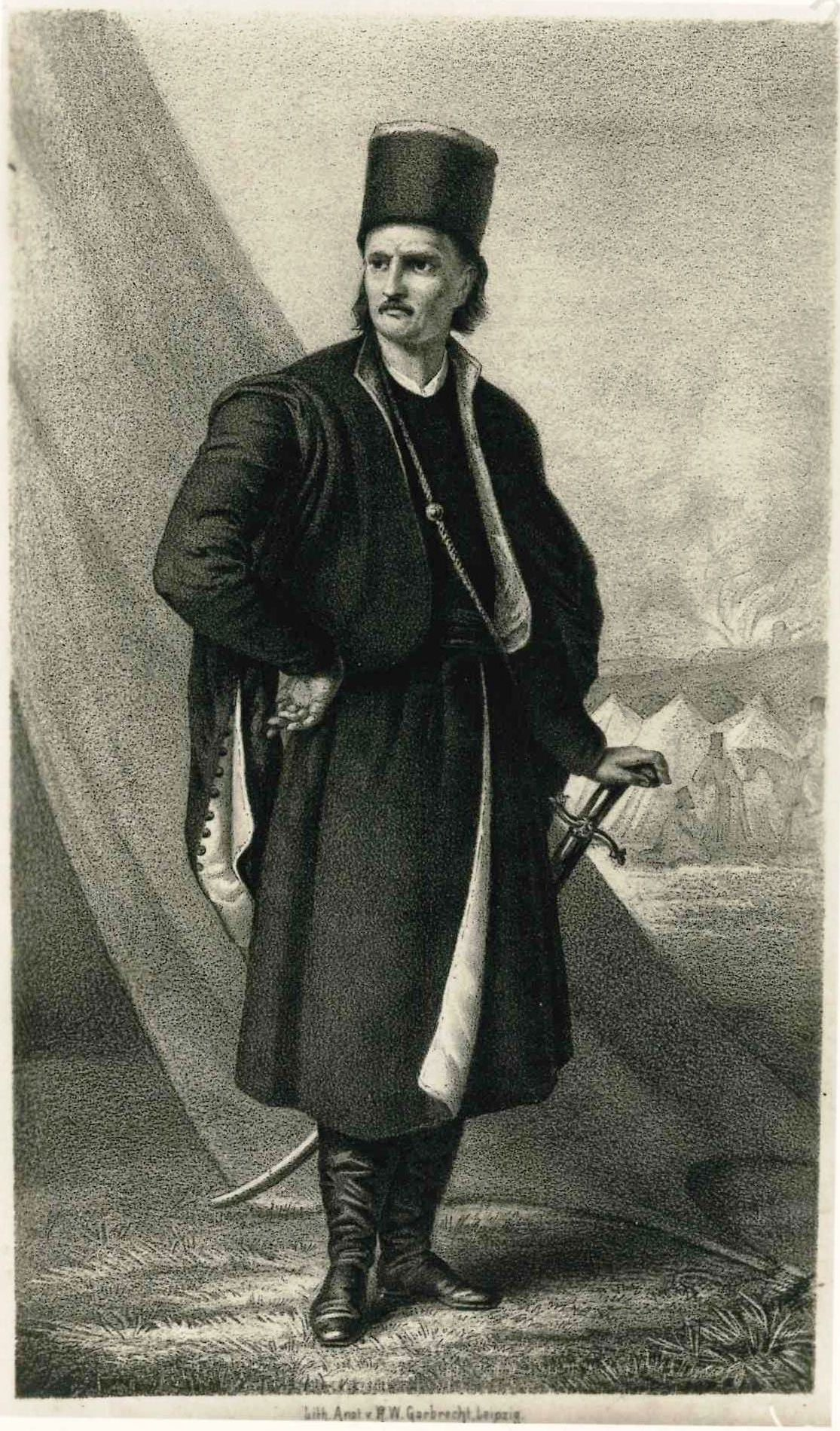
Tudor Vladimirescu

După înfrângerea lui Napoleon Bonaparte, care a fost exponentul unui mare curent revoluționar și naționalist în întreaga Europă, controlul asupra continentului a fost preluat de Sfânta Alianță, o alianță ce avea scopul de a evita războiul pentru reglementarea problemelor între marile puteri, și pentru a conserva status quo-ul la nivel european, asigurându-și ajutorul reciproc pentru înăbușirea unor eventuale revolte naționale în zone problematice, cum erau Italia, Polonia și Balcanii. Țarul Alexandru I al Rusiei, devenit cel mai puternic suveran de pe continent, se afla în poziția de a extinde influența imperiului său în Peninsula Balcanică în detrimentul otomanilor, și avea la dispoziție și mijloacele necesare: se putea erija în protectorul ortodocșilor de pe teritoriul Imperiului Otoman, încurajându-i discret să se răscoale împotriva otomanilor.
În Țara Românească, domnitorii fanarioți au fost împărțiți — unii au rămas fideli Imperiului Otoman în cadrul căruia au avut o ascensiune care le-a adus domnia, dar alții au aderat la mișcările naționaliste grecești care vizau eliberarea poporului grec de sub dominația turcească; puternic încurajată de la Petersburg, Eteria a acționat și pe teritoriul Țării Românești. Boierii români, la rândul lor, se pregăteau de răscoală pentru a redobândi puterea politică în țară, și în mișcarea lor lider militar a devenit Tudor Vladimirescu. Participant de partea Rusiei la Războiul Ruso-Turc din 1806-1812 și la origine moșnean, Vladimirescu și-a organizat în secret o grupare paramilitară denumită panduri, după numele trupelor neregulate croate, pe baza milițiilor oltenești de haiduci. Sprijinit de marea boierime, Tudor și-a coordonat eforturile cu Eteria și cu revoluționarii sârbi și albanezi.
Tudor a primit, în contextul operațiunilor Eteriei, misiunea de a crea o diversiune care să lase impresia unei revolte împotriva fanarioților, dar fidelă Porții. Oportunitatea a venit la 18/30 ianuarie 1821, când domnitorul Alexandru Suțu a murit, iar țara a rămas, provizoriu, condusă de o căimăcămie formată din boierii Grigore Brâncoveanu, Grigore Ghica și Barbu Văcărescu, boieri care l-au încurajat pe Tudor să acționeze, așteptându-se și la o eventuală susținere a Rusiei. Din fortărețele sale din zona înaltă a Olteniei, el a lansat proclamația de la Padeș la 23 ianuarie/4 februarie 1821 în care își declara convingerea că „prea puternicul nostru împărat, voește ca noi [...] să trăim bine,  dar nu ne lasă răul ce ni-l pun peste cap căpeteniile noastre”, apoi a pornit cu armata sa spre București, unde a preluat el însuși puterea, fixându-le marilor boieri și mitropolitului domiciliu forțat la vila „Belvedere”.
În Moldova vecină, Eteria acționa direct la indicațiile lui Alexandru Ipsilanti, care, în luna februarie, nu-și ascundea încrederea într-o intervenție rusească. Cum însă țarul, aflat la o conferință a Sfintei Alianțe la Laibach, a dezavuat acțiunile lui Tudor și ale lui Ipsilanti, cei doi s-au văzut dintr-o dată singuri, nevoiți să-și limiteze pierderile. Ei și-au împărțit zonele de acțiune în Țara Românească, Tudor primind Oltenia și Muntenia inferioară, iar Ipsilanti Muntenia superioară. Pus în fața unei intervenții otomane și confruntat cu acte de indisciplină ale armatei sale de panduri, Tudor, care nu se declarase până atunci fățiș împotriva otomanilor, a sperat la o înțelegere cu aceștia. Părăsind Bucureștiul și îndreptându-se spre Oltenia, Tudor s-a confruntat cu și mai multă adversitate din partea căpitanilor de panduri. Unii dintre ei i-au transmis lui Iordache Olimpiotul corespondența lui Tudor cu otomanii, iar acesta l-a arestat pe Tudor fără să întâmpine opoziție din partea pandurilor. Tudor Vladimirescu a fost ucis de eteriști, dar acțiunile ambelor părți erau oricum pierdute după dezavuarea de către țar.
După 1821, grecii au continuat însă luptele în Balcani, iar Poarta nu a mai avut încredere în elementul grecesc pentru guvernarea Țării Românești, revenind la domnii „pământeni” (băștinași). Primul domn după acțiunea lui Vladimirescu a fost astfel numit Grigore al IV-lea Ghica. Ceea ce părea la început să aibă titlu de provizorat a fost chiar oficializat prin convenția de la Akkerman (Cetatea Albă) din 1826, prin care s-a fixat durata mandatului unui domnitor la 7 ani și numirea sa de către Divan. Tot prin această convenție, otomanii au retrocedat Țării Românești porturile dunărene Turnu, Giurgiu și Brăila.

### Rolul Țării Românești în renașterea națională a românilor

#### Domniile regulamentare și ocupația rusească

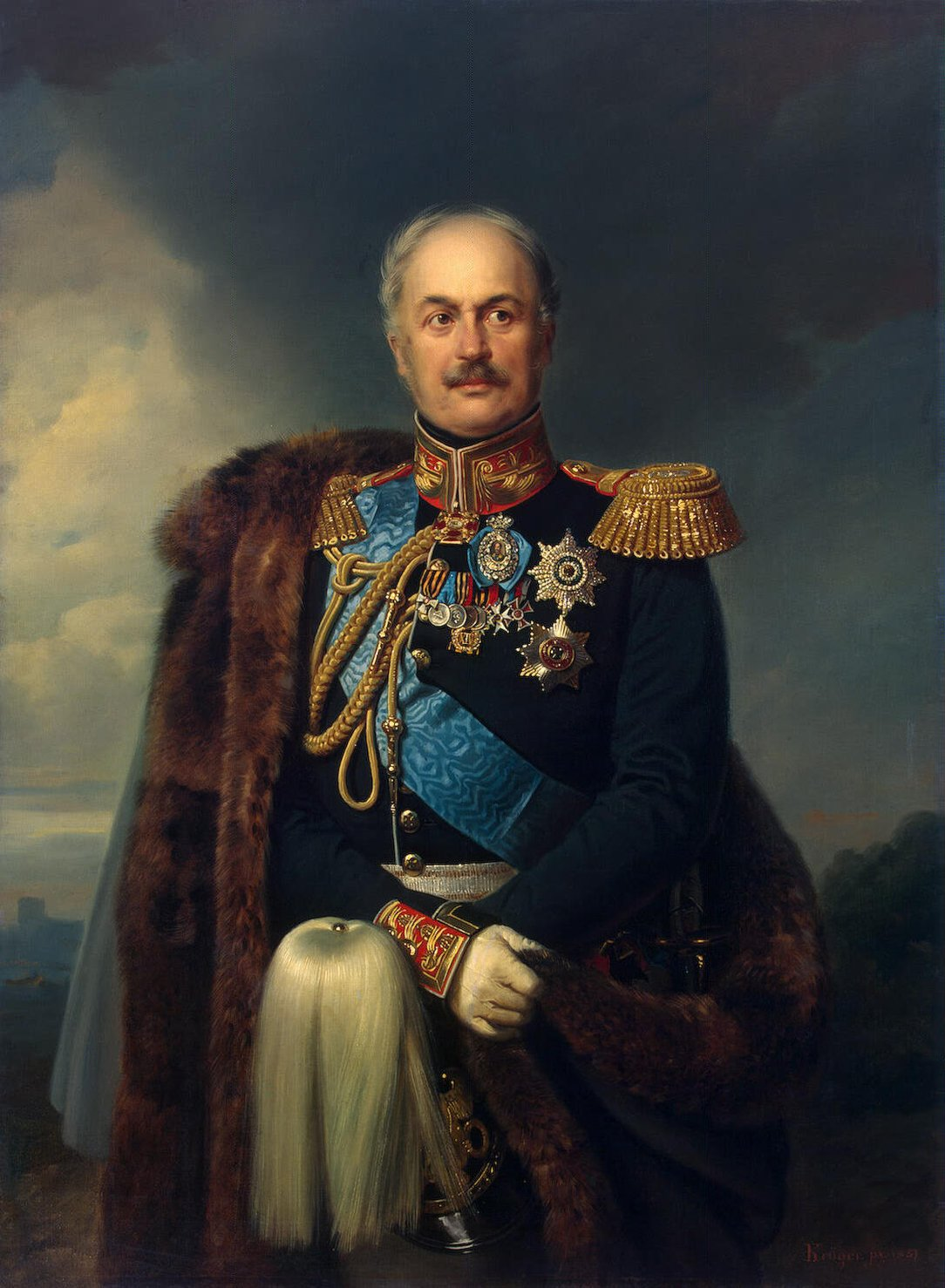
Generalul rus Pavel Kiseleff, care a implementat Regulamentul Organic în Țara Românească

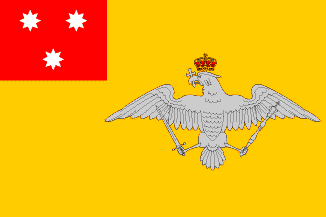
Steagul Țării Românești pentru navigația pe Dunăre și mare (1836), după John B. Norie și J. S. Hobbs

Războiul Ruso-Turc din 1828-1829 a avut repercusiuni importante asupra Țării Românești. Prin tratatul de la Adrianopol, Țara Românească a căpătat o autonomie administrativă ferm consolidată și, cel mai important lucru, prin liberalizarea comerțului pe Dunăre, a redobândit rolul de actor important în comerțul pe cursul inferior al fluviului. Înlăturarea monopolului otoman asupra comerțului din Țara Românească, precum și îndepărtarea climatului de insecuritate din timpul domniilor fanariote, a deschis țara comerțului pe Dunăre cu statele occidentale, Câmpia Română intrând în circuitul comerțului european cu cereale, alimentând Regatul Unit. În această perioadă, relațiile cu Occidentul s-au intensificat, elitele țării începând să-și trimită copiii să studieze acolo, în special în Franța, de unde ei s-au întors aducând o puternică influență franceză asupra culturii românești.
Pregătind anexarea Țării Românești la Rusia, generalul Pavel Kiseleff (un susținător al desființării iobăgiei în Imperiul Rus) a reformat administrația țării și a impus Regulamentul Organic, considerat a fi o primă constituție a țării. Regulamentul a fost elaborat cu concursul boierimii locale, în scopul de a le da autoritate; aceasta a avut ca rezultat un regim totuși conservator, mărind obligațiile țăranilor față de proprietarii de moșii, consfințind astfel perpetuarea poziției dominante a boierimii. Printre reformele limitate, s-a numărat introducerea separării puterilor în stat (cu apariția unei Adunări obștești, un precursor al parlamentului, în care era reprezentată și „starea a treia”, burghezia din orașe). S-a introdus un impozit unic, simplificând mult sistemul fiscal. În domeniul judecătoresc, Regulamentul organiza instanțele de judecată și instituia, ca părți în procesele penale, procurorul și avocatul apărării.
Primul domnitor, Alexandru Ghica, nu a fost ales de Adunarea Obștească, după cum prevedea Regulamentul Organic, ci a fost numit în funcție prin acord ruso-otoman. Acestuia i-a urmat la tron Gheorghe Bibescu.

#### Revoluția de la 1848

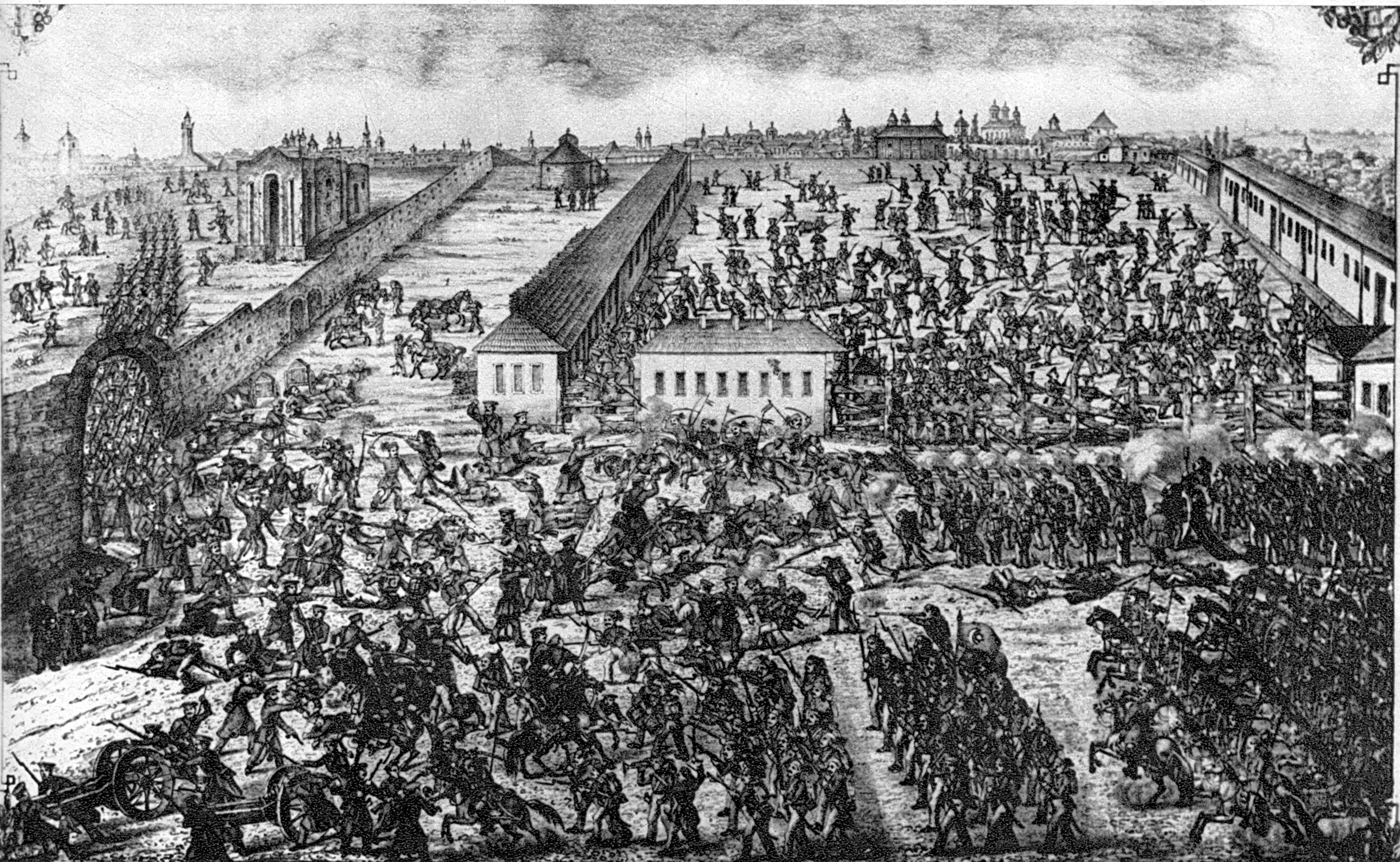
Bătălia din Dealul Spirii, din 13 septembrie 1848, în care bucureștenii în frunte cu pompierii militari ai orașului au încercat oprirea intervenției otomane împotriva revoluției.

Dacă Moldova vecină a fost administrată în acord cu dorințele Petersburgului, în Țara Românească, în special datorită unei ponderi mai mari a noii burghezii și datorită unei ponderi mai mari a etnicilor români în cadrul burgheziei, a apărut un curent naționalist-liberal. El s-a manifestat mai întâi prin opoziția fermă față de introducerea unei prevederi conform căreia orice modificare a Regulamentului Organic trebuie să fie aprobată de Rusia și de Imperiul Otoman. La București începe să se manifeste astfel partida națională, reprezentantă a burgheziei dar și a unei părți dintre marii boieri liberali, care a militat pentru emanciparea personală a clăcașilor și pentru instaurarea unei monarhii ereditare. În 1840, Dimitrie Filipescu și Nicolae Bălcescu au avansat un program și mai radical, dar mișcarea lor a fost reprimată de domnitorul Bibescu.
Atât membrii partidei naționale aflați în exil după 1840, cât și alți tineri intelectuali români au fost martori la Paris în 1848 la evenimentele revoluționare de acolo. Sub influența acestora, spiritele au început să se agite și în Țara Românească, și la 9/21 iunie 1848, revoluționarii au redactat proclamația de la Islaz, prin care cereau reformarea statului. Domnitorul Bibescu a acceptat la 11 iunie constituția revoluționară, dar a fugit din țară. Guvernul revoluționar a trecut la implementarea unei reforme agrare, cu împroprietărirea clăcașilor cu despăgubire. Otomanii au privit aceste acțiuni cu detașare, întrucât revoluționarii doreau înlăturarea Regulamentelor Organice, impuse de Rusia și deci stânjenitoare și pentru turci; la rândul lor, revoluționarii înțelegeau că suzeranitatea otomană este mai mult nominală și că ea nu împiedică modernizarea țării. Rusia însă a insistat pe colaborarea marilor puteri ale Sfintei Alianțe pentru înăbușirea revoluției. Rusia a ocupat Moldova, iar Imperiul Otoman a trimis o armată în Țara Românească, armată ce s-a confruntat la 13 septembrie cu opoziția localnicilor bucureșteni în frunte cu pompierii militari ai orașului în bătălia din Dealul Spirii. În ciuda entuziasmului românilor, turcii s-au impus ușor și au înlăturat guvernul pașoptist.
Revoluționarii au plecat în exil și au continuat însă activitatea de propagandă în fața opiniei publice și în rândurile intelectualității străine, având în curând un nou obiectiv: unirea cu Moldova.

#### Unirea cu Moldova

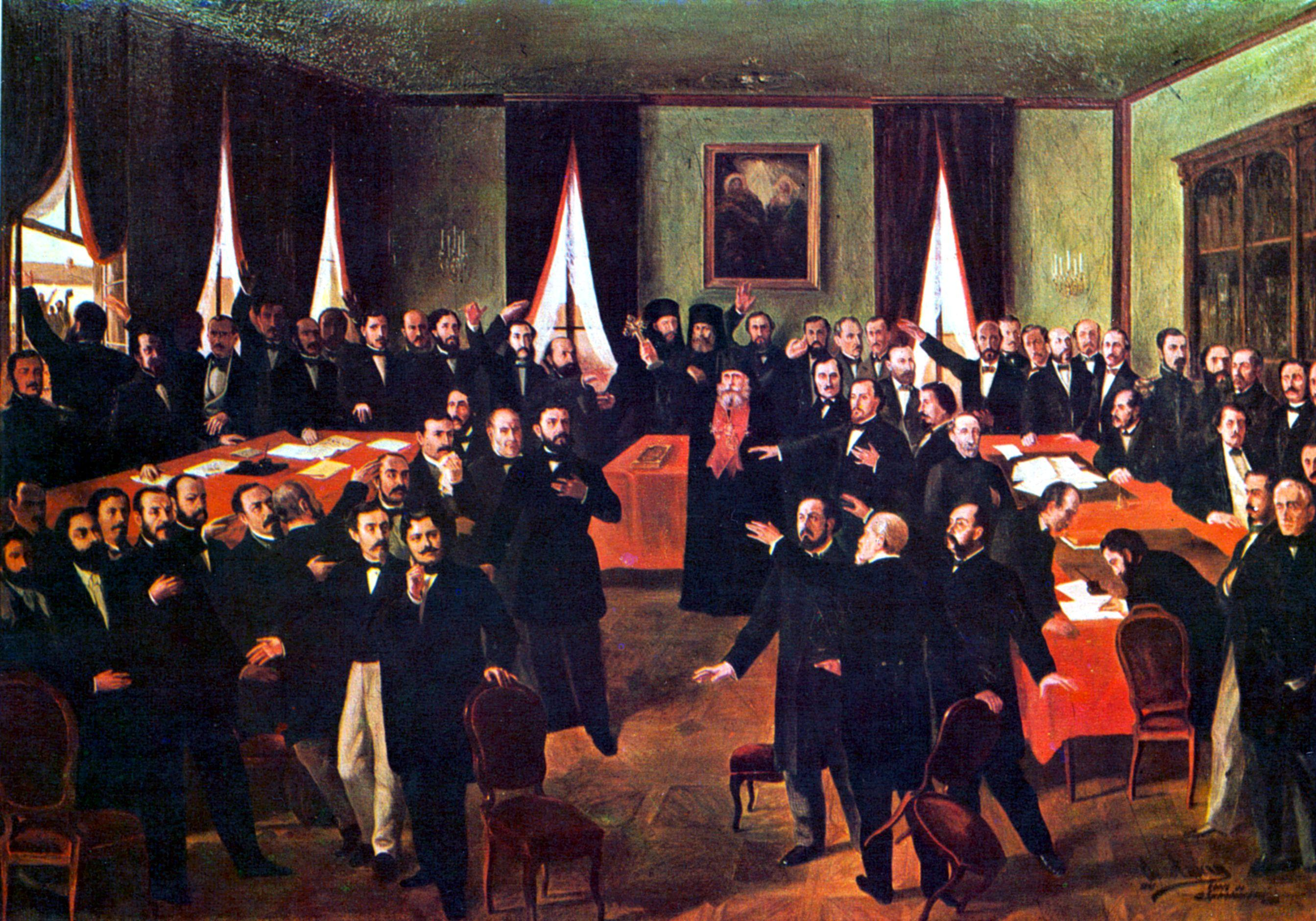
Proclamarea Unirii, pictură de Theodor Aman.

La momentul izbucnirii Războiului Crimeei, Țara Românească și Moldova aveau același statut (pentru simplitatea exprimării, în vorbirea curentă, dar și în corespondența diplomatică se consacrase deja denumirea generică de Principatele Dunărene cu referire la cele două state împreună), și o componență etnică foarte similară (doar Moldova avea o comunitate evreiască mai importantă, și o componentă maghiară concentrată în unele regiuni central-vestice). Un prim pas către unificarea celor două țări a fost făcut încă înainte de 1848, an în care a intrat în vigoare o convenție de uniune vamală, prin care se desființa vama dintre cele două țări, mărfurile și persoanele putând trece liber dintr-o țară în alta.

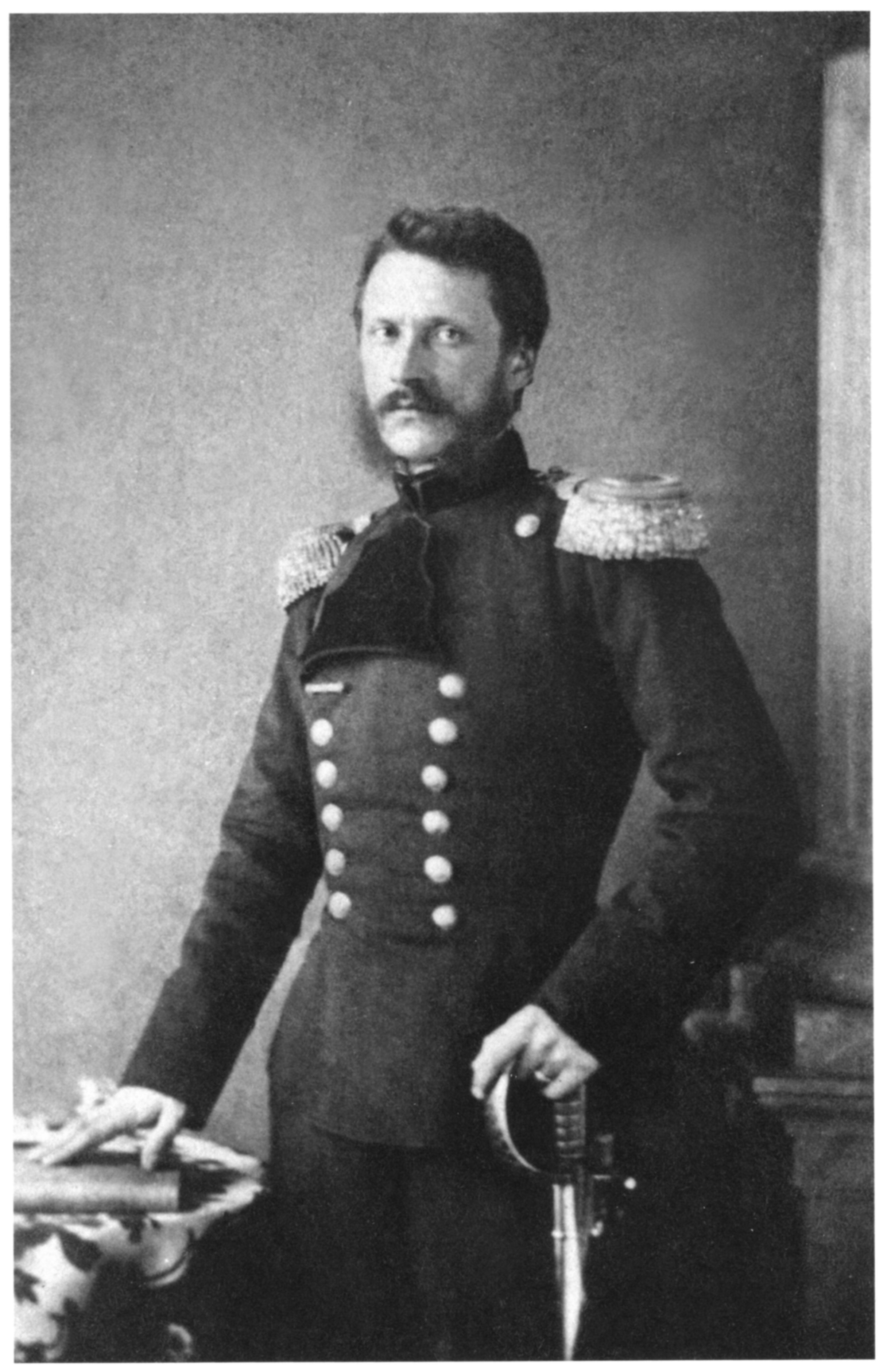
Alexandru Ioan Cuza, a cărui dublă alegere ca domn în Moldova și apoi în Țara Românească a deschis calea unirii celor două țări.

În Războiul Crimeei, Țara Românească a reintrat sub ocupație rusească, dar intervenția puterilor occidentale de partea otomanilor a dus la îndepărtarea protectoratului rusesc și înlocuirea lui cu protectoratul comun al otomanilor și marilor puteri occidentale la Congresul de la Paris. Mai mult, Rusia a pierdut prerogativa arogată în 1829, aceea de putere protectoare a tuturor ortodocșilor din Imperiul Otoman. Lobby-ul pașoptist românesc avusese și el efect asupra cercurilor guvernamentale din Franța; reprezentanții acestei țări au optat, la negocierile de pace, pentru unirea celor două principate într-unul singur, poziție ce a fost susținută și de Regatul Sardiniei (stat angrenat și el într-un proiect de unificare națională a statelor italiene, proiect în care un asemenea precedent ar fi ajutat). Alte puteri (Regatul Unit, Austria și Imperiul Otoman) s-au opus sau aveau o atitudine neutră. Formula de compromis a fost organizarea unor adunări electorale consultative în cele două țări (denumite divanuri ad-hoc), pentru a releva opinia majoritară în rândul populației celor două țări. Spre surprinderea puterilor conservatoare ce se opuneau unirii și care se așteptau ca poporul autohton să dorească conservarea frontierelor, divanurile ad-hoc s-au pronunțat pentru unire (deși inițial, în Moldova, separatiștii câștigaseră alegerile pentru divan printr-o fraudă încurajată de Constantinopol), decizie la care a contribuit și faptul că în rândurile lui și-au făcut loc și reprezentanți ai poporului de rând.
Convenția de la Paris din 1858 a dus la acceptarea unui compromis, reprezentat de o unire parțială, într-o structură federativă, denumită Principatele Unite ale Moldovei și Țării Românești, cu instituții monarhice separate și cu legislative separate; doar armata și justiția urmau a se unifica (instanța supremă era comună). Un corp legislativ (Comisia Centrală, cu sediul la Focșani) urma să se ocupe de armonizarea legislației și elaborarea de legi cu aplicabilitate în ambele țări.
Urma acum ca cele două țări să-și desemneze cei doi domnitori, prin alegeri aproape simultane. Cum votul era cenzitar, electoratul pentru noile alegeri era diferit față de cel pentru divanurile ad-hoc. Politicienii români unioniști, grupați în Partida Națională, au reușit însă să îl impună la alegerile din Moldova din 5/17 ianuarie 1859 pe Alexandru Ioan Cuza, un lider unionist. În Țara Românească, unioniștii erau minoritari, dar, sub presiunea demonstrațiilor populare din București, au reușit să determine adunarea electivă să-l aleagă ca domn pe același Cuza la 24 ianuarie/5 februarie 1859. Deși uniunea personală, fenomen binecunoscut în monarhiile europene, nu însemna nimic în ce privește unirea politică a două țări, ea s-a combinat cu structura federativă în care erau angrenate țările și cu orientarea unionistă a domnitorului, Cuza acționând de-a lungul următorilor ani pentru unificarea instituțională și administrativă, și pentru recunoașterea politică a unirii. Exact la 3 ani de la alegerea sa ca domn al Țării Românești, la 24 ianuarie/5 februarie 1862, Cuza a unificat toate instituțiile, inclusiv parlamentul și instituția domnitorului, într-o țară denumită acum Principatele Române Unite, cu capitala la București. Statul rezultat a păstrat de jure suzeranitatea otomană (care în realitate nu se mai manifesta aproape deloc), dar ulterior, sub domnia lui Carol I, a cărui alegere a cimentat unirea, a devenit stat independent cu recunoaștere internațională.

## Economie

### Circulația monedelor
Cel puțin în primul secol și jumătate al existenței sale, Țara Românească, a avut o monedă proprie, anume ducatul muntean. Valahia a avut două monetării: una înființată la Târgoviște de către Vladislav I, și o a doua la Turnu Severin, înființată de Radu I. Eliberările monetare vor deveni însă neregulate, valoarea metalelor componente ale acestora începând să varieze odată cu Dan I.